# Аденський Андрій Дмитрович
Андрій Дмитрович Аденський, справжнє Пінчук (біл. Андрэй Дзмітрыевіч Адэнскі; 13 грудня 1897, Лоєв — 14 серпня 1979) — білоруський радянський терапевт. Доктор медичних наук (1943), професор (1945). Заслужений діяч науки БРСР (1967).

## Біографія
У 1914 р. закінчив вище початкове училище в місті Лоєві, в 1927 р.— медичний факультет Київського університету.
Учасник революційного руху в Білорусі.
- 1914-1915 рр. — вчитель Білосорокинської початкової школи Речицького повіту;
- 1915-1917 рр. — участь у I світовій війні на Західному фронті; 1917-1918 рр. - учасник встановлення Радянської влади (член ВКП (б) з 1917 р,.участь у боях проти німецьких і польських військ на території Білорусі, робота в підпіллі і тилу німецьких військ, начальник міліції в м.Лоєві, помічник воєнкома на Західному фронті[2];
- 1919-1921 рр. — участь у Громадянській війні у лавах Червоної армії на території Білорусі[2];
- 1921-1927 рр. — робота в Київському губкомі ВКП (б), Центральному архіві революції (Істпорт Київського губкому), завідувач крайовим лікувальним бюро Наркомздорову УРСР на Правобережжі, секретар райкому профспілки «Рабкомгосп»[2];
- 1927-1932 рр. - аспірант кафедри терапії Української Академії наук при клініці Академіка М.Д. Стражеска[2];
- 1932-1937 рр. — асистент кафедри терапії, старший науковий співробітник, докторант Українського інституту клінічної медицини Академії наук УРСР[2];
- 1937-1941 рр. — доцент, завідувач кафедри терапії Київського стоматологічного інституту, 2-го відділення терапії Київської клінічної лікарні імені Жовтневої революції[2];
- 1941-1947 рр. — участь у Другій світовій війні і служба в Червоній Армії[2];
- 1947-1949 рр. — завідувач кафедри терапії Станіславського (Івано-Франківського) медичного інституту УРСР, начальник терапевтичного відділення Станіславського військового госпіталю[2];
- 1949-1970 рр. — завідувач 1-ї Кафедри терапії Білоруського інституту удосконалення лікарів[2];
- 1949-1950 рр. — заступник директора БелДІУВ з науково-навчальної частини[2];
- 1950-1957 рр. — начальник лікувально-санітарного управління МОЗ БРСР, потім консультант (там же)[2]

Завідувач кафедри терапії білоруського інституту удосконалення лікарів (1949-1970).
Похований на Північному кладовищі Мінська.

## Наукова робота
Основні напрямки наукової діяльності: питання діагностики і терапії серцево-судинних захворювань, вивчення етіології, патогенезу, лікування і профілактики ревматизму, гіпертонічної хвороби, дослідження з проблеми реактивності організму, клініці виразкової хвороби шлунка і 12-палої кишки, патології печінки, органів дихання, роботи з дослідження венозного тиску і визначення його значення в клініці серцево-судинних захворювань.
Автор близько 58 наукових праць, включаючи монографії.

## Праці
- Спутник терапевта : [в 2 т.] / А. Д. Аденский. — Минск, 1959―1964. ― 2 т.

## Нагороди
Нагороджений 2-ма орденами Леніна (1961, 1967), Трудового Червоного Прапора (1953), Почесним знаком «Герой революційного руху», 3-ма почесними грамотами Верховної Ради БРСР, численними медалями. Заслужений діяч науки БРСР (1967).